# Галльстагаммар
Галльстагаммар (швед. Hallstahammar) — містечко (tätort, міське поселення) у центральній Швеції в лені Вестманланд. Адміністративний центр комуни Галльстагаммар.

## Географія
Містечко знаходиться у південній частині лена Вестманланд за 129 км на захід від Стокгольма.

## Історія
У 1943 році Галльстагаммар отримав статус чепінга.

## Герб міста
Герб торговельного містечка (чепінга) Галльстагаммар отримав королівське затвердження 1948 року.
Сюжет герба: щит перетятий, у верхньому срібному полі — чорний гірничий молоток у балку, у нижньому червоному — три срібні шестерні, дві над однією.
Молоток символізую видобування міді. Шестерні уособлюють індустріальний характер містечка.
Після адміністративно-територіальної реформи, проведеної в Швеції на початку 1970-х років, муніципальні герби стали використовуватися лишень комунами. Цей герб був 1971 року перебраний для нової комуни Галльстагаммар.

## Населення
Населення становить 11 235 мешканців (2018).

## Спорт
У поселенні базуються футбольний клуб Галльстагаммар СК, хокейний Галльстагаммар ГК та інші спортивні організації.

## Галерея

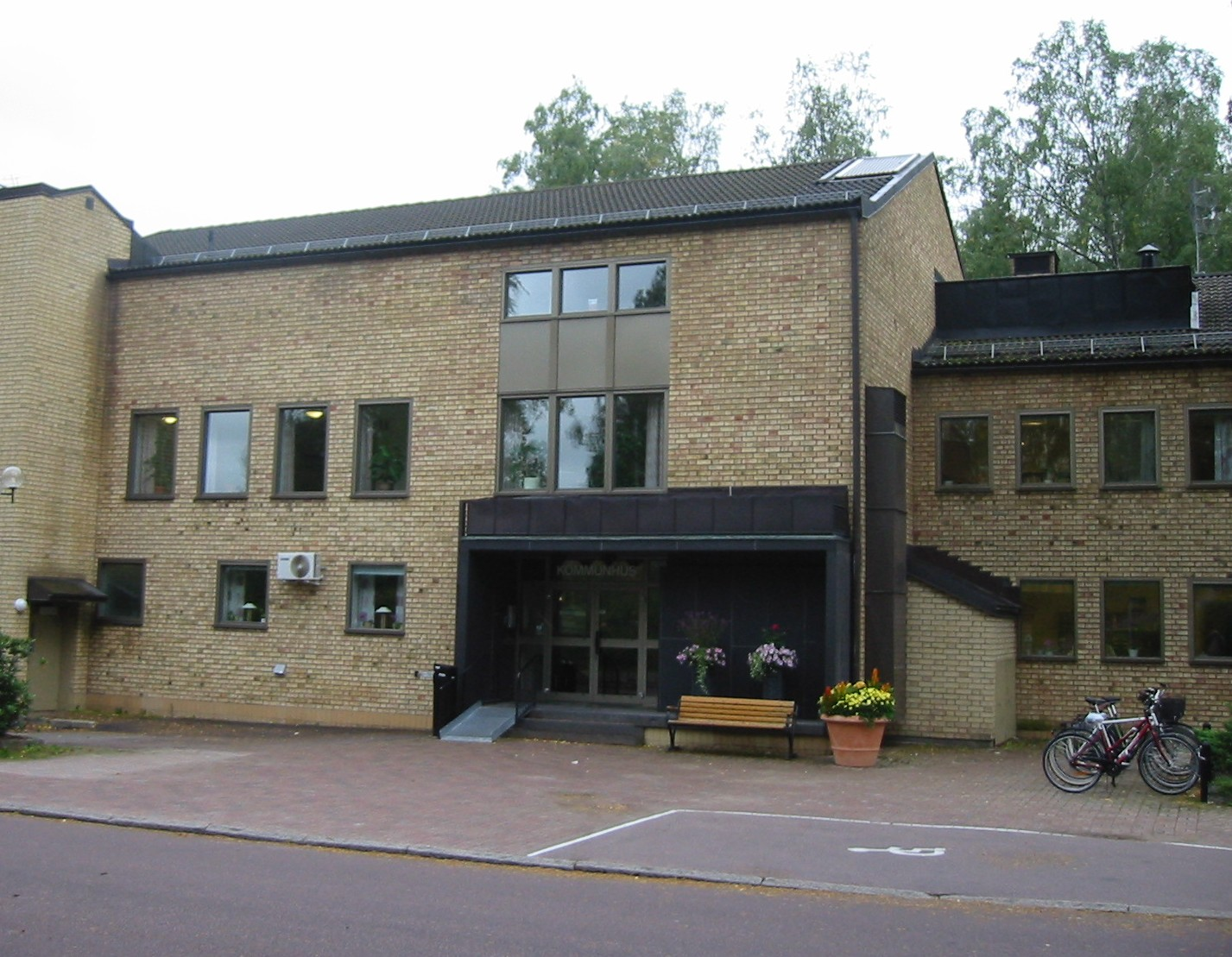
Управа комуни
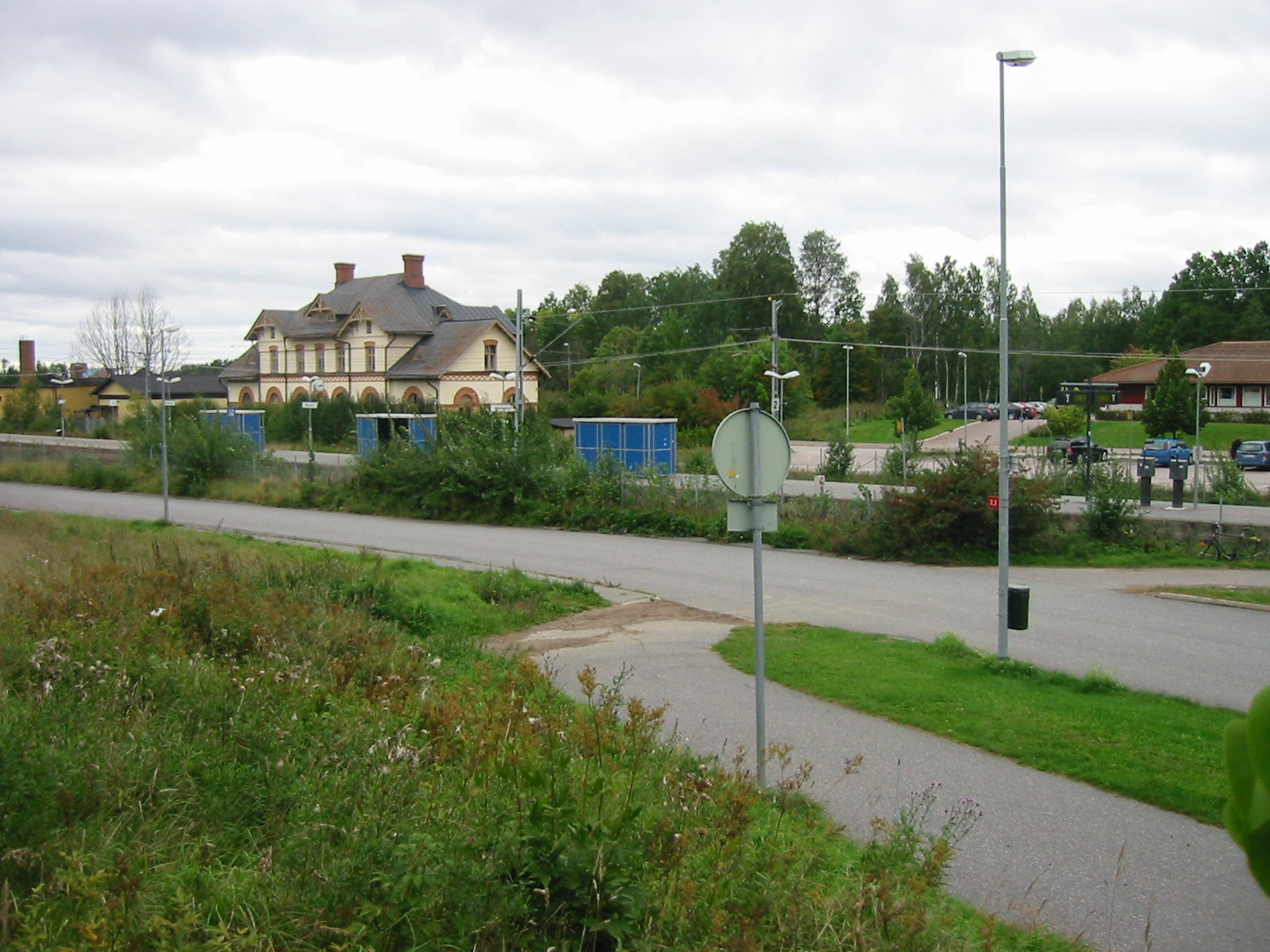
Залізнична станція
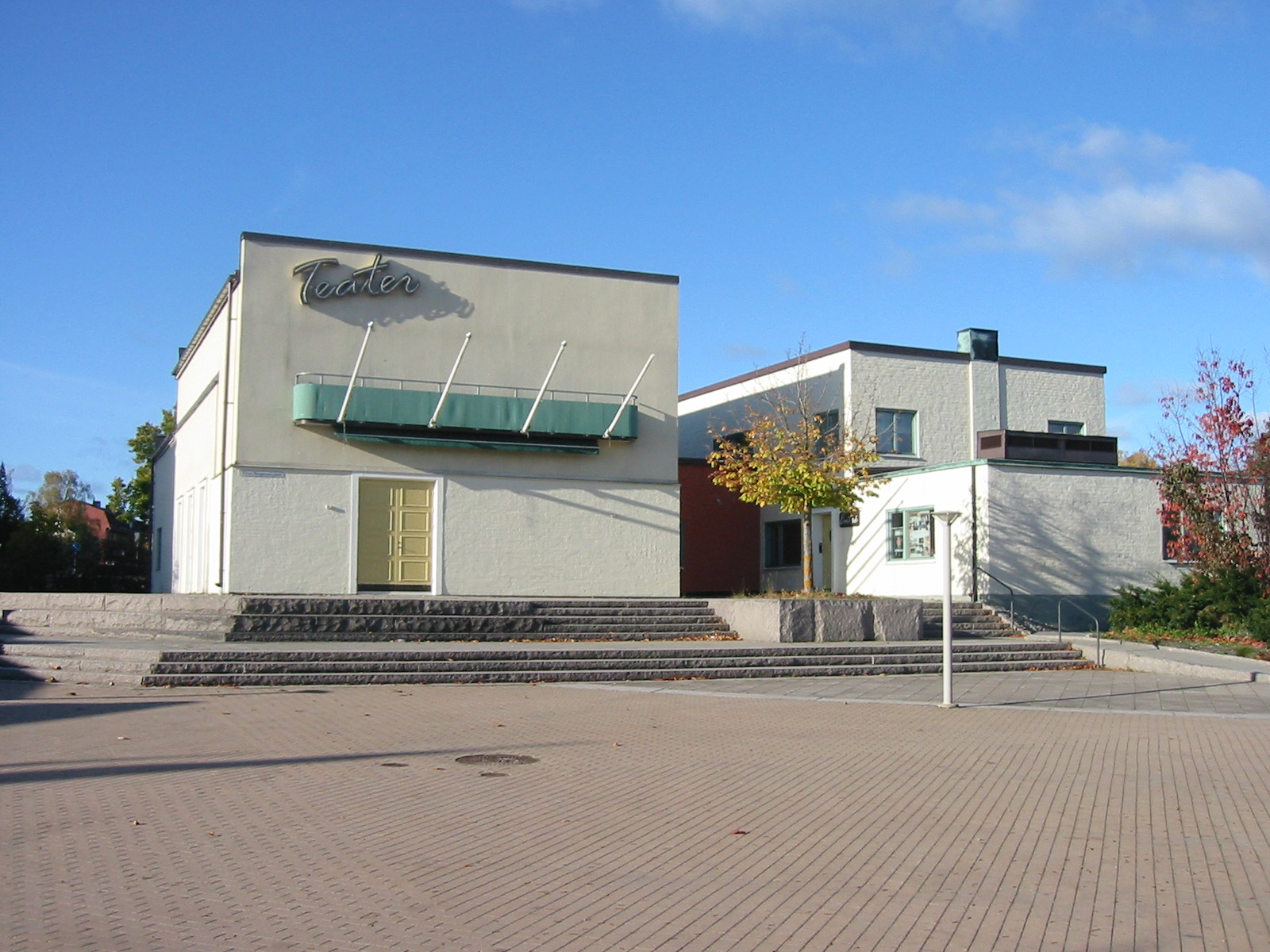
Театр
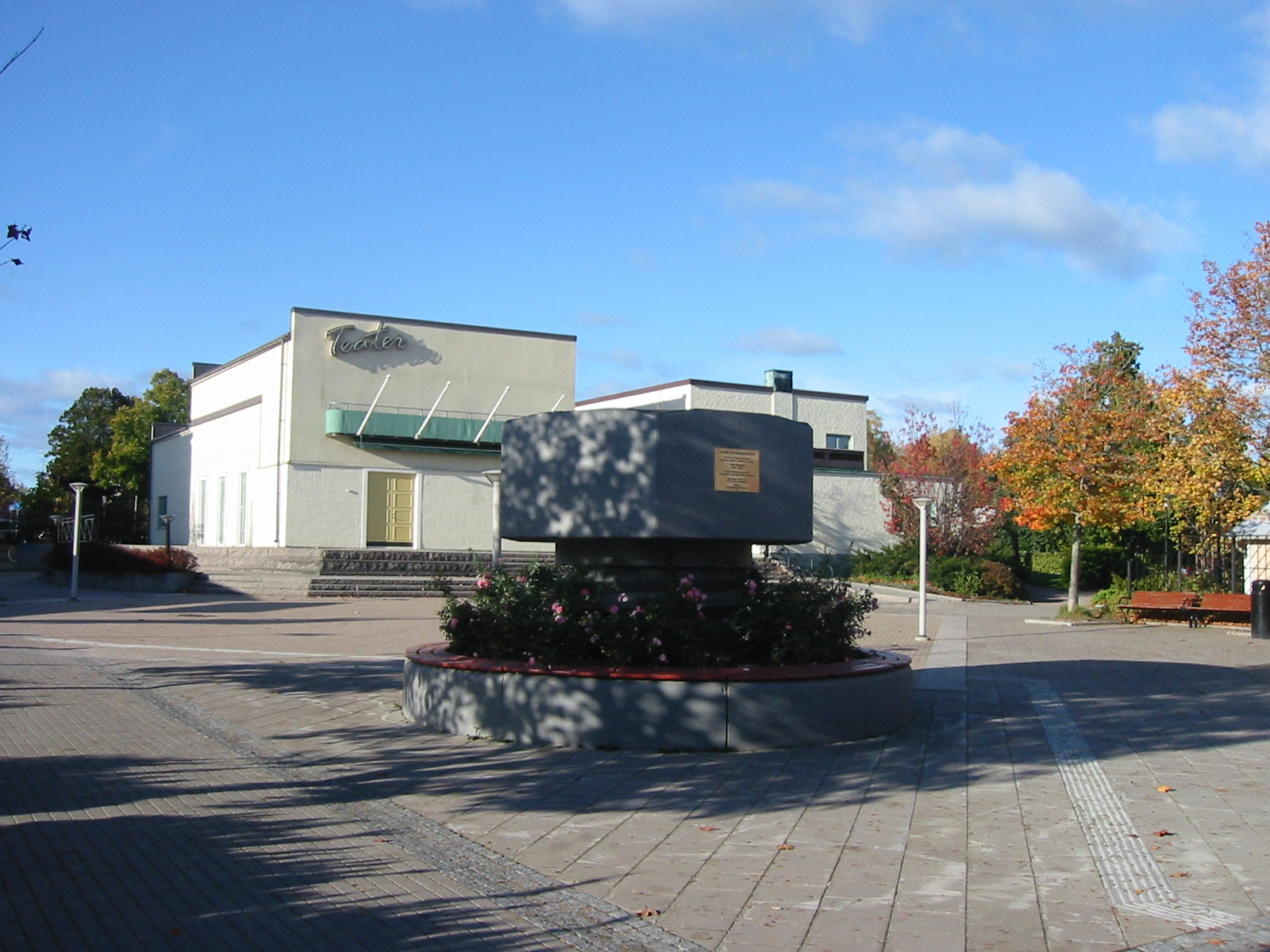
У центрі міста

## Покликання
- Сайт комуни Галльстагаммар [Архівовано 22 червня 2019 у Wayback Machine.]